# 龍驤號航空母艦
龍驤號航空母艦（りゅうじょう）是隶属于旧日本帝国海军的轻型航空母舰，在1931年4月2日下水，于1933年5月9日服役。曾参加过中日战争和太平洋战争。最后在1942年8月24日在东所罗门海战中被美机击沉。

## 簡介

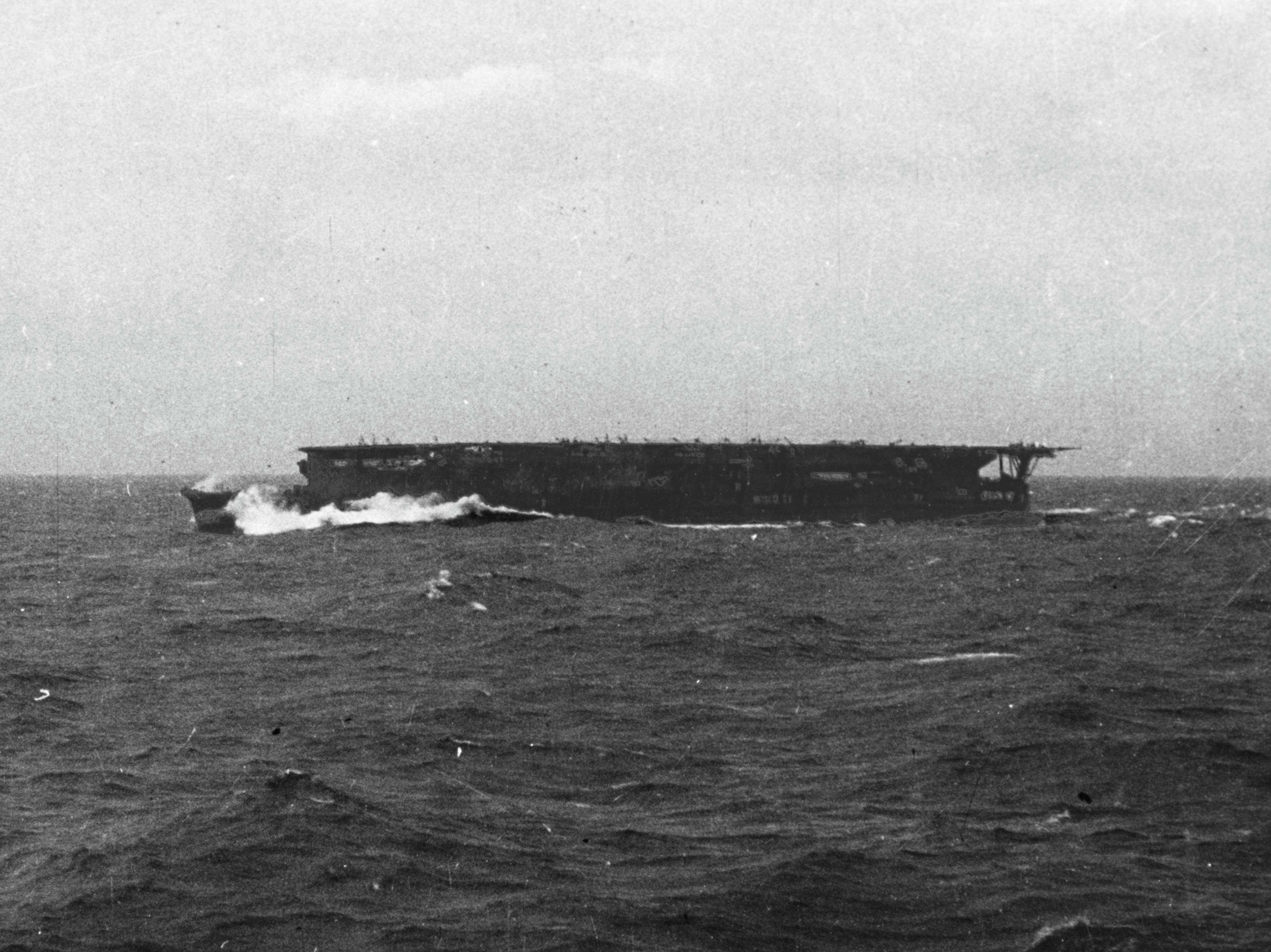
1938年9月航行中的龍驤號航空母艦

1922年《華盛頓海軍條約》簽署後，規定日本航空母艦總噸位不得超過8萬1千噸。此時，日軍已有小型的鳳翔號航空母艦和兩艘由主力艦改裝的赤城號航空母艦、加賀號航空母艦，由於2艘改裝的正規航艦已經占去大半配額，當時能運用之噸位已不足萬噸。在當時由聯合艦隊所制定的《帝國軍隊用兵方針》中，建議以一大一小的航空母艦組成一航空戰隊，故日本海軍尚缺一艘小型航空母艦。
但《華盛頓海軍公約》所規範的航艦是一萬噸以上之艦種，對於一萬噸以下的航艦如何處理未有明文規範，加上未對輔助艦艇的更換做限制，所以日本帝國海軍想鑽條約漏洞利用輔助艦艇的名義建造一艘輕型航艦；1925年日本海軍的若宮號水上飛機母艦因艦齡老化編入警備艦，海軍利用建造替代艦的名義在1925年10月向高層要求規劃建造一艘8000噸級的水上機母艦，隔年將艦型改為9800噸級的小型航母(航空補給艦)，預算在第52屆帝國議會中通過，並列入1927年的昭和2年度艦艇補充計劃預算編列中。
新造艦最初構想是艘公試排水量9800噸、極速30節、可搭載24架艦載機的單層機庫小型航艦。主要設計師為造船中將平賀讓及技術中校松本喜太郎，預定在1932年3月底完工。
為讓噸位達到限制標準，新航艦直接採用「青葉級重巡洋艦」的船體設計改造，為減重取消重巡洋艦的艦體裝甲，僅在彈藥庫配置薄裝甲，機庫採單層平甲板構造，主機與「高雄級」相同。1929年11月26日於橫濱三菱造船廠起造，取「龍驤麟振，前無堅敵」之義命名，同義語還包括「龍驤虎視、苞括四海」等，為日本帝國海軍第二艘使用「龍驤」艦名的軍艦。但是列強發現了這個漏洞，1930年4月簽訂的倫敦海軍條約便禁止各國興建1萬噸以下的小型航空母艦，這時候限制噸位就變得失去意義；海軍索性將龍驤號提高性能增加噸位到符合條約要求。艦載機大幅提高成36架常備機與12架備用機，原本的單層機庫因空間不足只好改建為雙層機庫，仍舊不足的空間只好用削減動力裝置的手段達成。因此龍驤號艦體高度大舉提高到水平面上14.9公尺，動力減半、推進由四軸變成雙軸，極速因此下修只剩29節。至於增加的重量導致浮力不足的部分則增加突出部（bulge）防雷鼓包抵銷；不過有部分倒是因禍得福－原本龍驤號打算裝設同鳳翔號航空母艦一般的140公厘艦炮，最後因控制重量的理由更換成八九式127公厘高射炮。
由於大幅更動艦體結構設計且削弱動力，龍驤號從服役起就有著重心偏高、乾舷低、船體復原性差以及續航能力差等缺點；儘管龍驤號在船底裝設了和鳳翔號相同的美國斯佩里公司製陀螺儀，且增裝可動式穩定鰭，但是船體設計沿用重巡洋艦的高比例修長艦體讓龍驤號船體穩定性及復原性都劣於噸位更小的鳳翔號；日軍的操作經驗證明在浪高3-4公尺的海浪下龍驤號飛行甲板就無法實施作業。
為了配平重心，除了強化龍骨結構、部分增添配平紡錘外，煙囪也只好放較低的位置並朝下排放避免排煙干擾飛行甲板運作，但又因此讓海水容易灌入煙囪影響到鍋爐效率，形成艦體設計的惡性循環；因艦內容積不足，原設計作為壓艙水的空間被轉用成重油燃料槽，不過在被警告這種用法可能會造成船隻急轉彎出現重心過高而翻覆的危險性後，燃料槽的用途從未使用。船體於1931年4月2日下水，下水之後的舾装工程則拖往海軍橫須賀海軍工廠進行。並拖延至1933年4月1日才竣工。

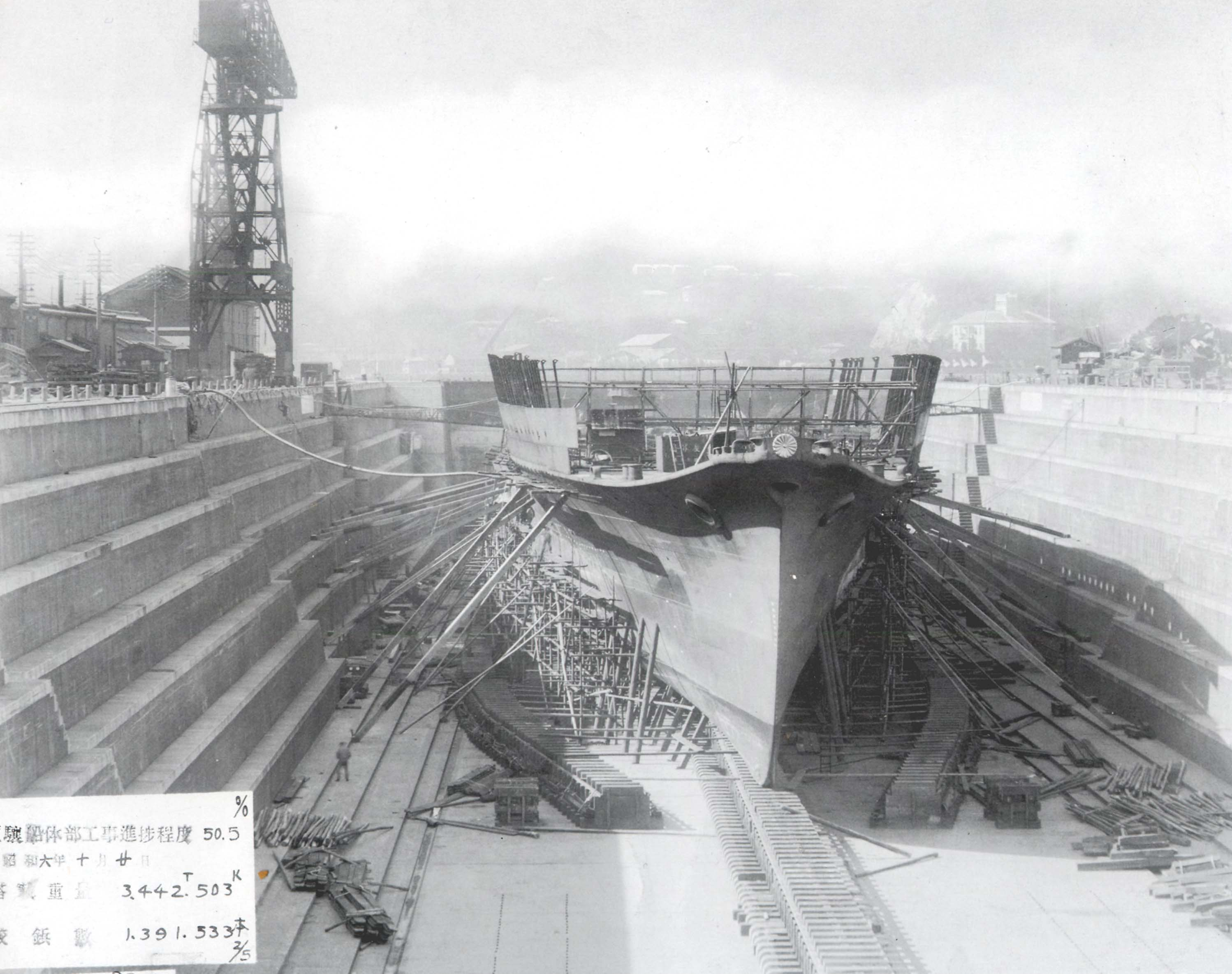
1931年龍驤號建造照片

龙骧号的外形成为以后日本小型航母的典范：全通式飞行甲板、无舰岛、露天式舰艏甲板，舰桥記取了鳳翔號的左右分散式艦橋的教訓，安置於飛行甲板前端正下方。

## 艦歷

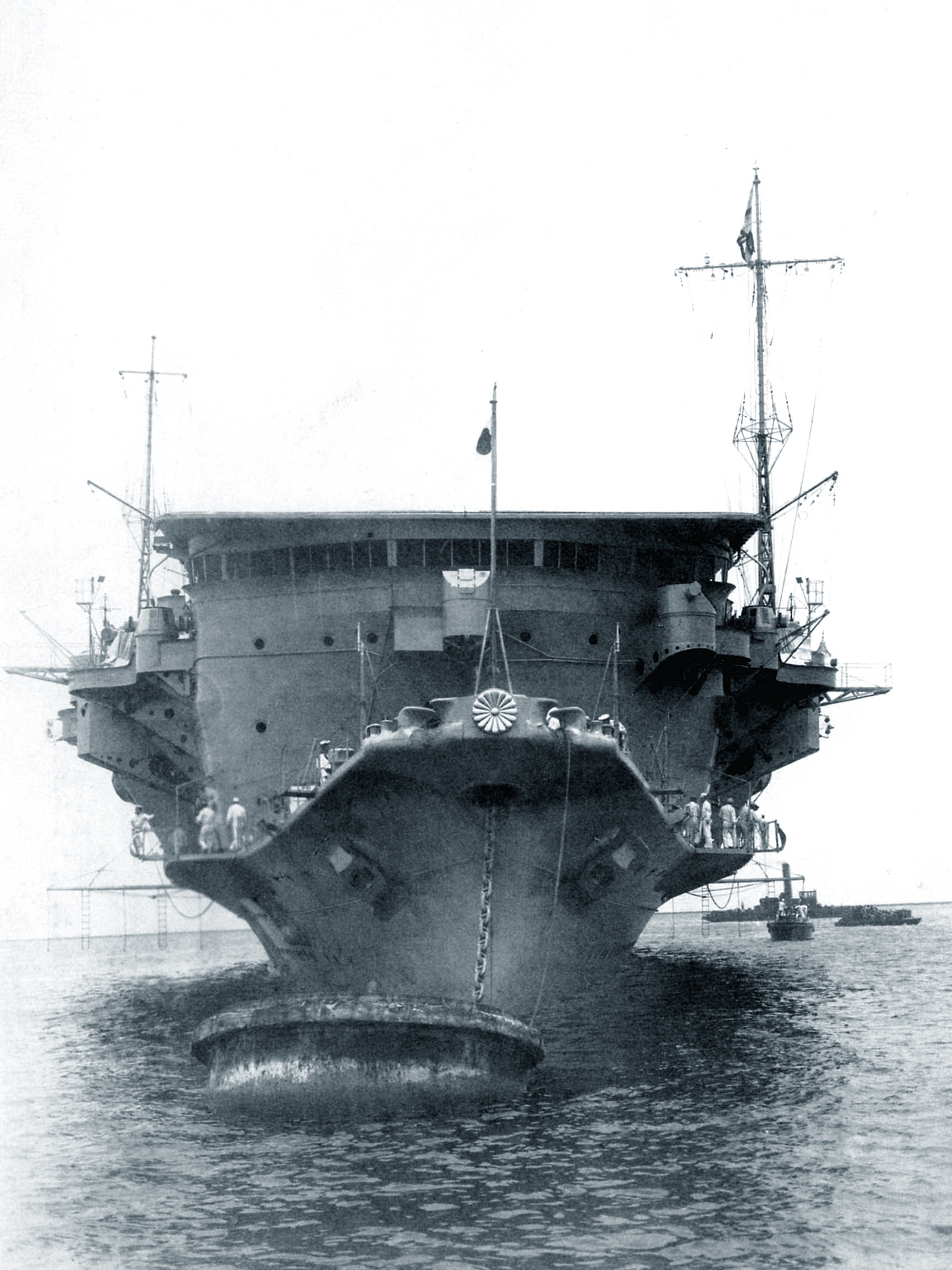
从艦首方向看到的龍驤号。

1929年龍驤號起造後，因為許多設計更改延遲了完工時間。設計龍驤號細部配置者為後來設計大和級的松本喜太郎，他在回憶錄中提到當時對再更動設計而導致重心持續上升的龍驤號感到不安。但1931年4月2日龍驤號仍成功下水，並在1933年5月9日完工服役編入吳鎮守府；日本海軍慣用的假數據在許多艦艇上均有出現，龍驤號亦不例外，當初公布給西方的資料是全長167.2公尺、寬18.5公尺、排水量7,100噸、極速25節。
龍驤號最初艦載機為十三式艦上攻擊機9架、補充機3架，三式艦上戰鬥機3架、補充機2架，九十式二號艦上偵察機6架。1934年3月友鶴事件發生後，龍驤號在1934年5月26日至8月20日在吳港入塢改造，強化軍艦的平衡性。艦底結構，增裝壓艙物調整艦體平衡性；這次改造拆除了2座127公厘高射炮，因此減少了60噸的上層結構重量，增加的防魚雷隔艙則將艦體寬度增加成20.78公尺。
1934年11月15日，改編入第一航空戰隊，隨後一個月進行多款戰機對俯衝轟炸戰術適性的測評任務，包括九十式二號艦上偵察機、九O式艦上戰鬥機、九二式艦上攻擊機，在測試後評估九十式偵察機不適合作戰任務，因此更換為6架九四式俯衝轟炸機；1935年8月在第四艦隊演習時，龍驤號在艦隊編組之列，受到了相當損害。艦艏艦橋部分因巨浪拍擊導致下部變形，火炮射擊觀測用的基線長1.5公尺測距儀被颱風捲入海中而毀損、飛行甲板前端遭巨浪破壞、後方機庫尾門遭巨浪打穿導致大量海水湧入。
由於在這次天災中暴露了太多設計缺陷，龍驤號在1935年10月11日再度進入吳港船塢整修到1936年5月31日。在第二次整修改造工程，龍驤號艦艏增裝了一層甲板讓艦艏乾舷高度增加，改善耐浪性、鍋爐增裝空氣預熱機提高操作效率，最大動力輸出略增幅為66,269匹軸馬力、在防空武力上也作出部分調整，增設2座雙連裝25公厘高射機炮。改裝後的龍驤號标准排水量10,600吨，滿載排水量达到12,575吨，雖然確保了艦體強度，航速却进一步降低到28节。

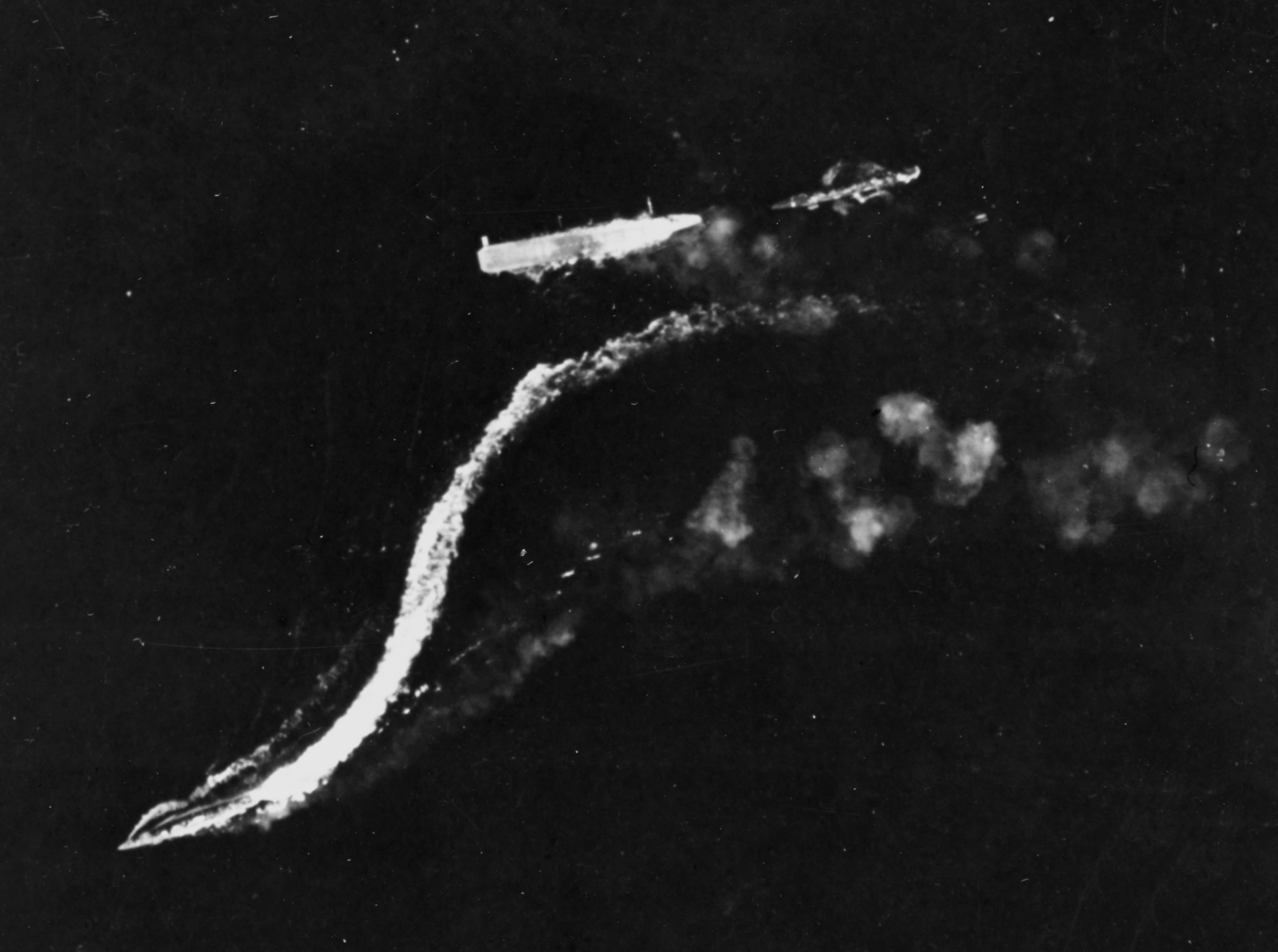
1942年8月24日，从高空的B-17轰炸机上拍摄的失去作战能力的龙骧号(右中)及时津风号(右上)。天津风号驱逐舰(左下)正全速远离以避开B-17投下的炸弹

改裝完成的龍驤號配置的艦載機為24架九五式艦上戰鬥機及4到8架的補充機，並配發了12架當時最新的D1A俯衝轟炸機來開發完整的俯衝轟炸戰術。1936年9月，龍驤號再度編入第一航空戰隊作為旗艦，在10月演習時展示俯衝轟炸戰術的可行性。

### 中日戰爭
1937年8月13日，第一航空戰隊受命開往中國參加中日戰爭，當時龍驤號配置為12架九五艦戰及4架補充機與15架九六艦爆；在上海周邊進行長期空中掩護與對地支援，龍驤號艦載機隊第一場空戰則發生在8月22日，由戰鬥機小隊長兼子正中尉率領的4架九五艦戰在寶山上空號稱遭遇18架霍克三與P-26戰鬥機編隊，並在30分鐘內擊落9架，並被日本朝日新聞捧為「空中英雄」。
不過當日戰功在對照國府方戰史後就顯得漏洞百出，當日17中隊的波音281沒有出勤，五大隊的戰鬥機正在轉場南京沒有辦法出戰，當日唯一出戰者只有對上海進行對地支援任務的8架四大隊霍克三，兼子正遇到的應為此批戰機；這次空戰最後2架(2404.2405)遭擊傷，四大隊代隊長王天祥遭擊墜，實際戰果僅為1架。 隔天8月23日，同期的鈴木實中尉也號稱在早上8點40分遭遇27架P-26及霍克三大編隊，並擊落9架，同樣是避重就輕；當天確實為三、四、五三個大隊聯合至吳淞口、寶山攔截日軍，但是當天8點40分有交戰紀錄的只有五大隊隊長劉粹剛率領的4架霍克三，在瀏河上空交戰最後全機返回，沒有確實擊落戰果。空戰成果實際上經常充斥浮報或是將其他部隊的戰果合報充數，只能確定當時龍驤號等航艦戰機與中方多次交戰，勝負則仍待未來研究者釐清。
1938年2月，龍驤號上的戰鬥機更換為九六式艦載戰鬥機，同年4月再度返回中國戰場參加對華南廣州附近等地的攻擊行動，直至10月回國。回國後，龍驤號編入第二航空戰隊開始極度嚴酷的訓練，當時日本海軍內部並盛傳「紅鬼、藍鬼聽到龍驤都會怕到後退」（赤鬼、青鬼でさえ『龍驤』と聞いただけで後ずさりする）；類似的證詞還包括1939年4月在龍驤艦上輪機部門服役的上村嵐，他回憶在當時因為高強度的夜間起降訓練，每個月都會有人因此而死。
1939年11月龍驤號入塢定保，1940年1月回歸戰列編入訓練艦；1940年11月編入第三航空戰隊，艦載機為九六艦戰16架、攻擊機隊換裝九七艦攻，編制18架。當第一航空艦隊於1941年4月10日成立時，龍驤號又被編入艦隊所轄之第四航空戰隊集中戰力。

### 太平洋戰爭
太平洋戰爭爆發後，第四航空戰隊主要負責對南攻的日本陸軍提供航空支援，當時龍驤號載有18架九六式艦載戰鬥機和12架九七式艦上攻擊機。
1941年12月6日參與菲律賓南部攻擊作戰；12月8日轟炸達沃機場，該役龍驤號的戰鬥機部隊沒有在空戰中擊落敵機，僅摧毀了2架停放在地面的PBY卡特琳娜水上飛機，該日空襲損失了1架九六艦戰與1架九七艦攻；12月9日參與列加斯匹攻略作戰，其艦載機隊在12月20日在達沃一帶搜索試圖摧毀英軍的油輪船隊，但無確切戰果。隨後於1942年1月23日離開越南金蘭灣並於第二日（1月24日）來到馬來半島外海，開始參加馬來亞戰役並換裝零式艦上戰鬥機。至1942年2月日軍佔領新加坡後，龍驤號艦載機曾追擊試圖逃離新加坡的英國船隊，宣稱擊傷8艘、3艘重創、4艘沉沒。
1942年4月的印度洋空襲，以及之後的阿留申群島戰役等亦有參加。
1942年6月3日，一架由龍驤號航空母艦起飛去攻擊阿留申群島的零戰二一型，因發動機故障而在阿克丹島迫降時不幸翻覆，飛行員古賀忠義死亡但飛機本身卻奇蹟似地無甚損傷。五週後被美國人發現，1942年8月該機被送往聖地牙哥北島基地作了一系列的飛行測試，從而令美國等同盟國研究到克制零戰的戰術。
1942年東所羅門海戰，本艦負責護衛航向瓜達爾卡納爾島的運輸船隊，載有24架零式艦上戰鬥機和9架九七艦攻。海戰爆發後，龍驤號亦派出航空部隊攻擊瓜島機場。被美軍發現其存在後，美軍薩拉托加號航空母艦隨即派遣18架轟炸機和9架魚雷機組成機隊進行攻擊，在遭命中4枚炸彈以及1枚魚雷後，龍驤號於傍晚沉沒。

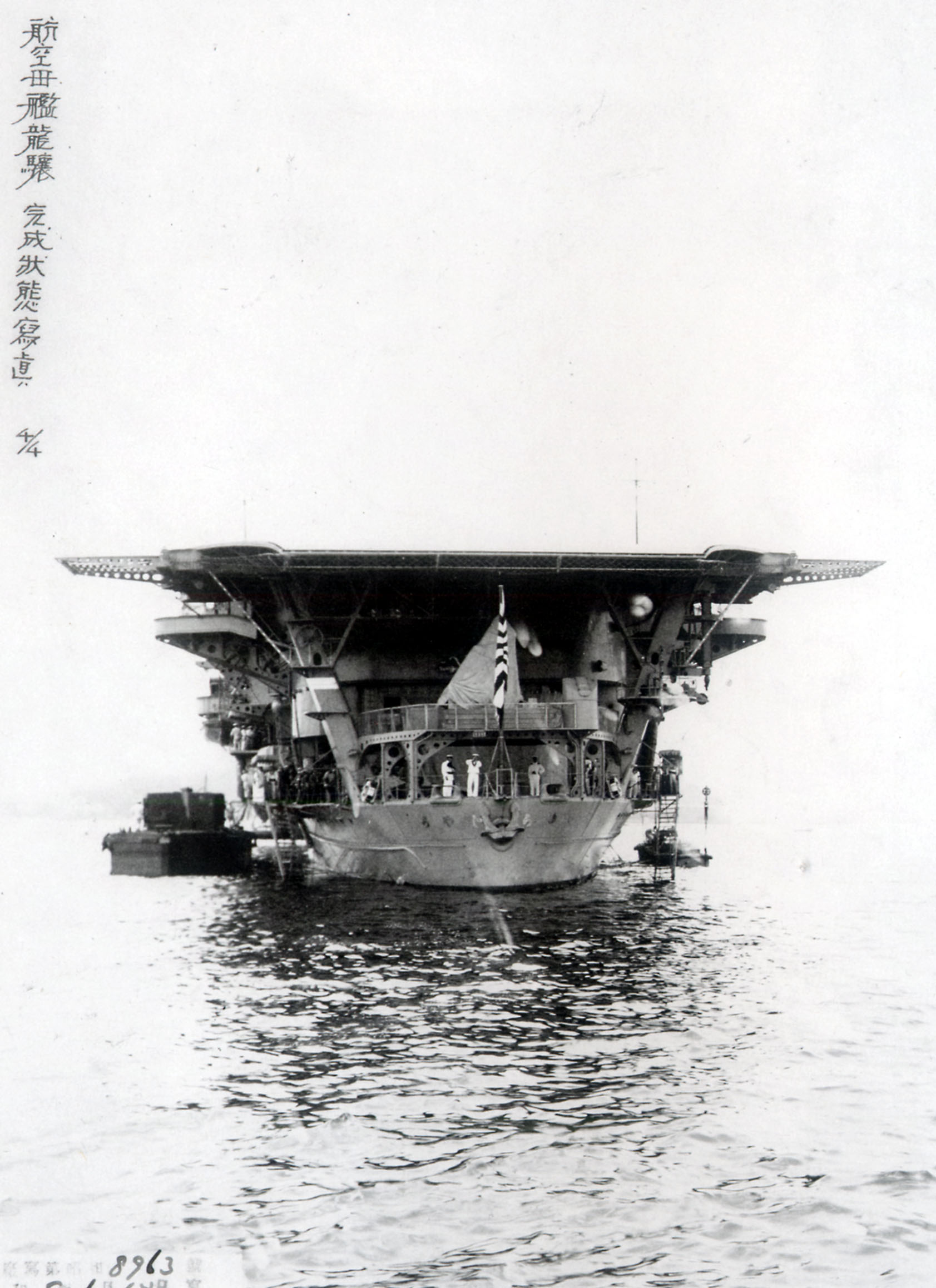
从艦尾方向看到的龍驤号

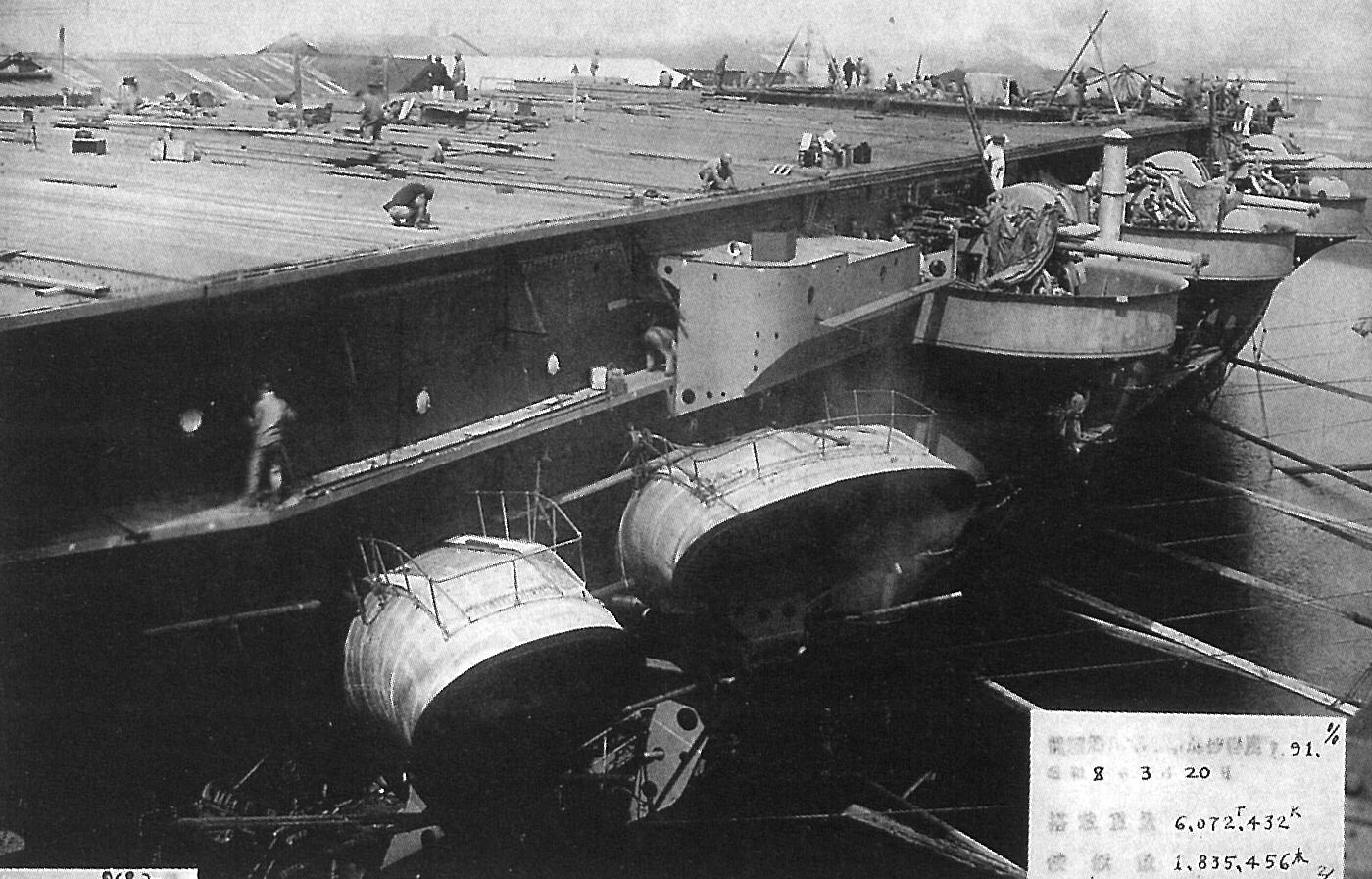
1934年拍摄的龍驤号，當時尚保持單側3門雙聯裝5吋高射砲配置，後來在1936年改裝時作出調整。

## 歴代艦長

### 舾装員長
1. 原五郎 大佐：1931年4月2日 -
2. 松永寿雄 大佐：1931年12月1日 -

### 艦長
1. 松永寿雄 大佐：1933年4月1日 -
2. 桑原虎雄 大佐：1933年10月20日 -
3. 大野一郎 大佐：1934年11月15日 -
4. 吉良俊一 大佐：1935年10月31日 -
5. 阿部勝雄 大佐：1936年11月16日 -
6. 岡田次作 大佐：1937年12月1日 -
7. 上阪香苗 大佐：1938年12月15日 -
8. 長谷川喜一 大佐：1939年11月15日 -
9. 杉本丑衛 大佐：1940年6月21日 -
10. 加藤唯雄 大佐：1942年4月25日 -